# See No More
See No More é uma canção de electro-pop de Joe Jonas, gravada em parceria com Chris Brown. Lançado em 13 de junho de 2011, é o primeiro single de seu primeiro álbum solo, Fast Life. Foi composta por Joe Jonas, Chris Brown e Bryan Kennedy, que também produziu a faixa. O single alcançou a posição #92 da Billboard Hot 100. Durante o MTV World Stage, Joe cantou See No More ao lado da cantora mexicana, Dulce Maria

## Paradas musicais
| Paradas (2010)                         | Melhor posição |
| -------------------------------------- | -------------- |
| Bélgica - (Ultratop)                   | 15             |
| Estados Unidos - (Billboard Hot 100)   | 92             |
| Estados Unidos - (Billboard Pop Songs) | 38             |
| El Salvador - (Top 5 El Salvador)      | 3              |
| Reino Unido - UK Singles Chart         | 53             |